# Cereopsius helena
Cereopsius helena är en skalbaggsart som beskrevs av White 1858. Cereopsius helena ingår i släktet Cereopsius och familjen långhorningar. Inga underarter finns listade i Catalogue of Life.